# Élisabeth-Christine de Brunswick-Wolfenbüttel-Bevern
Titre
Reine consort de Prusse, électrice consort de Brandebourg et princesse consort de Neuchâtel
31 mai 1740 – 17 août 1786
(46 ans, 2 mois et 17 jours)
Élisabeth-Christine de Brunswick-Wolfenbüttel (de la branche de Bevern), née le 8 novembre 1715 à Wolfenbüttel et morte à 81 ans le 13 janvier 1797 près de Berlin, au château de Schönhausen[réf. nécessaire], est l'épouse du roi de Prusse Frédéric le Grand.

## Biographie
La princesse Élisabeth de Brunswick-Wolfenbüttel (en allemand Elisabeth von Braunschweig-Wolfenbüttel) est le troisième enfant et la première fille du duc Ferdinand-Albert II de Brunswick-Wolfenbüttel et d'Antoinette de Brunswick-Wolfenbüttel, sœur de l'impératrice Élisabeth-Christine de Brunswick-Wolfenbüttel (épouse de Charles VI du Saint-Empire). 
Sa parenté avec l'Empereur en fait une princesse recherchée. 
Bien qu'ayant été élevée dans la religion luthérienne, elle est promise au prince de Prusse qui est de confession calviniste. Les fiançailles d'Élisabeth et de Frédéric sont célébrées à Berlin, le 10 mai 1732.
Le mariage a lieu un an plus tard, le 12 juin 1733, au château de Salzdahlum, (aujourd'hui en Basse-Saxe). On y remarque la présence du duc François III de Lorraine, futur Empereur.
Après la cérémonie, on donne un ballet au château, une pastorale, dont le jeune prince héritier tient le rôle principal, puis un opéra de Graun et Haendel. Frédéric joue de la flûte. 

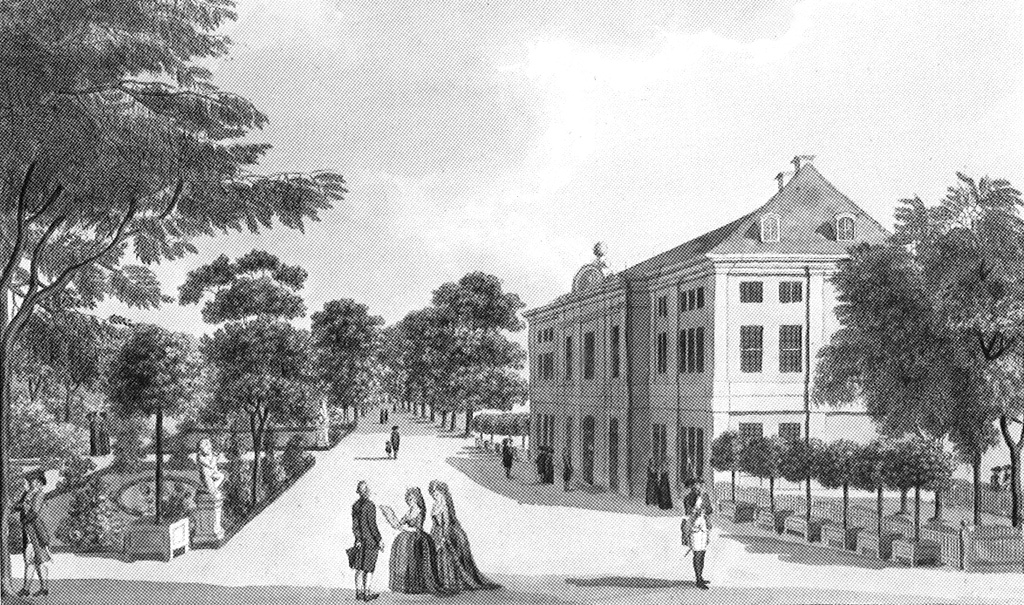
Le château de Schönhausen en 1787.

En attendant que le château de Rheinsberg soit réaménagé (ce qui est fait en 1736), le ménage princier s'installe séparément : Frédéric à Custrin et Élisabeth au palais du Kronprinz, alors joli bâtiment baroque de l'avenue Unter den Linden à Berlin. Ensuite le couple mène une vie commune jusqu'à la mort du roi et l'accession au trône de Frédéric en 1740. La princesse passe l'été dans son château de Schönhausen (aujourd'hui à Berlin-Pankow).
Après l'accession au trône de Frédéric, le ménage cesse toute vie commune (Frédéric préfère la compagnie masculine), mais se retrouve pour des cérémonies officielles, de rares anniversaires. La reine est reléguée au château de Berlin tandis que Frédéric vit à Sans-Souci. Frédéric ne vient jamais rendre visite à son épouse à Schönhausen et Élisabeth ne vient pas non plus à Potsdam. Le couple n'a donc pas d'enfant mais le roi marie son frère et héritier à la sœur d'Élisabeth-Christine.
Sa parenté toute neuve avec l'Empereur n'empêche pas le nouveau roi de Prusse d'attaquer les possessions de son oncle lorsque celui-ci meurt en octobre 1740. L'Empereur, sans descendance mâle, laisse deux filles dont l'aînée Marie-Thérèse a épousé le duc de Lorraine et veut faire de lui le successeur de son père. Il lui faut convaincre les princes-électeurs de l'Empire notamment ses plus proches parents dont elle redoute les ambitions, le duc de Bavière et le duc de Saxe. En revanche, à l'instar de ses prédécesseurs, la jeune souveraine a toute confiance dans son cousin Hohenzollern.
La guerre de Succession d'Autriche s'engage pour elle par une attaque surprise de ses possessions par son cousin prussien. Elle y perd la riche région minière de Silésie mais conserve l'essentiel de ses possessions, met la couronne impériale sur la tête de son époux et fait l'admiration de toute l'Europe.
Elle n'en rêve pas moins de revanche sur son cousin qui l'a trahie. S'alliant à la France, à la Russie, à la Suède et à la Saxe, elle veut de nouveau en découdre avec ce cousin trop ambitieux mais celui-ci la devance en attaquant sans ultimatum la Saxe déclenchant la guerre de Sept Ans qui se termine par un statu quo en Europe. La Silésie reste prussienne bien que, un moment acculé à la défaite, Frédéric II de Prusse ait pensé au suicide et que Berlin a été prise par les troupes austro-russes. 
C'est alors seulement en octobre 1757, en fuyant les troupes autrichiennes vers Magdebourg, que la reine Élisabeth-Christine peut visiter Sans-Souci.
Elle retourne le 5 janvier 1758 à Berlin, qu'elle doit quitter deux ans plus tard devant l'avancée des troupes autrichiennes. La paix revenue, la reine rentre à Berlin le 17 février 1763. 
Son mari la voit en mars de la même année. Ils ne s'étaient pas rencontrés depuis six ans : « Madame est devenue bien corpulente » écrit peu galamment cet homme, « admirateur » de Voltaire, de l'épouse qu'il délaisse mais dont le comportement a toujours été exemplaire. 
La reine s'intéresse à la littérature et écrit elle-même quelques traités de morale en français, langue de la cour et de l'aristocratie de l'époque.
Le roi meurt en 1786 laissant le trône à son neveu Frédéric-Guillaume II. 
Bientôt éclate la Révolution française qui, en 1792, met le feu à l'Europe, et l'année suivante provoque l'exécution de la nièce de la souveraine prussienne, la reine Marie-Antoinette.
La reine douairière meurt à Schönhausen en 1797, (l'année même où nait le futur Kaiser Guillaume Ier d'Allemagne) et est enterrée dans la cathédrale de Berlin.